# Панфілово (Гусь-Хрустальний)
Панфілово (рос. Панфилово) — селище, підпорядковане місту Гусь-Хрустальному Владимирської області.
Населення становить 108 осіб (2017).

## Населення
| 2009 | 2010 | 2014 | 2015 | 2016 | 2017 |
| ---- | ---- | ---- | ---- | ---- | ---- |
| 132  | →132 | ↘122 | ↘114 | ↘110 | ↘108 |